# Гордєєва Катерина Олександрівна
Катерина Олександрівна Гордєєва (нар. 28 травня 1971, Москва, СРСР) — радянська і російська фігуристка, яка виступала в парному катанні. Разом з Сергієм Гриньковим — дворазова олімпійська чемпіонка (1988, 1994), чотириразова чемпіонка світу, триразова чемпіонка Європи і триразова чемпіонка світу серед професіоналів. Заслужений майстер спорту СРСР (1988). Заслужений майстер спорту Росії (1994).

## Біографія
Батько Олександр Олексійович — танцюрист в ансамблі Моісеєва, мати Олена Львівна — працівник ТАСС. У Катерини є молодша на чотири роки  сестра Марія.

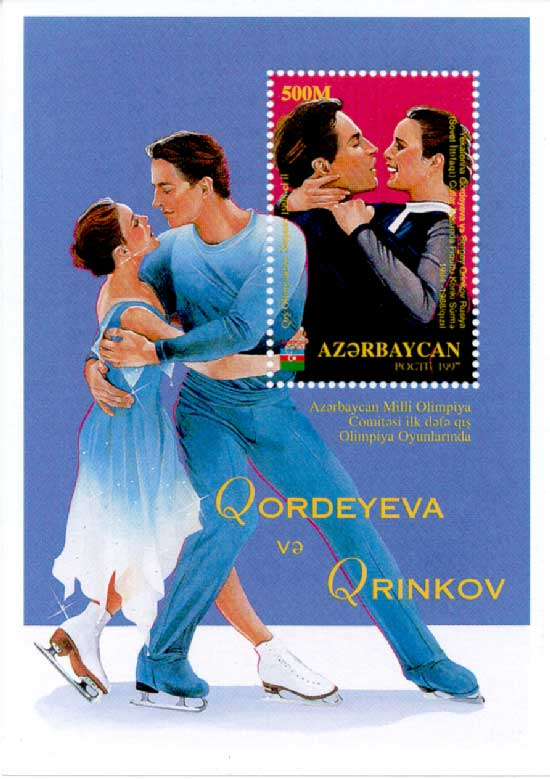
Катерина Гордєєва і Сергій Гриньків на поштовій марці Азербайджану 1998 року

Стрибки у Катерини і Сергія були недостатньо сильними для одиночного катання, тому в 1982 році їх об'єднали в пару під керівництвом тренера Володимира Захарова. З осені 1983 року з парою стали працювати тренер Надія Шеваловська (Горшкова) і хореограф Марина Зуєва. На чемпіонаті світу серед юніорів в грудня 1983 вони стали шостими, а наступного сезону — чемпіонами. На турнірі «Скейт Канада» в 1985 році Шеваловська включила в програму рекордний для пар того часу потрійний стрибок сальхов, однак Гордєєва упала під час його виконання.
З осені 1985 року тренувалися в Станіслава Жука. Під керівництвом нового тренера пара виграла в січні 1986 року срібло на чемпіонатах СРСР і Європи, а 19 березня — золото на чемпіонаті світу в Женеві. Катерина стала наймолодшою чемпіонкою світу.
Разом з іншими фігуристами були невдоволені Станіславом Жуком і написали листа до керівництва ЦСКА, з липня 1986 року — тренувалися у Станіслава Леоновича, а хореографом знову стала Марина Зуєва. На чемпіонаті Європи в Сараєво у Сергія відірвалася штрипки, і суддя Б. Райт (США) дав свисток і зупинив музику. Пара завершила програму без музики, але оцінок їм не поставили. Від пропозиції повторно відкатати програму в кінці змагань спортсмени відмовилися і отримали дискваліфікацію. На чемпіонаті світу в Цинциннаті вони знову були першими. На обох чемпіонатах виконали підкрутку в чотири оберти.
У листопаді 1987 року Катерина отримала на тренуванні травму — струс головного мозку. Пара пропустила чемпіонат СРСР. Потім вони виграли чемпіонат Європи і 16 лютого 1988 року стали олімпійськими чемпіонами: обидві програми були доведені до досконалості. Довільна програма на музику Мендельсона, Шопена і Моцарта вважається однією з найкращих в історії фігурного катання. Були ідеально виконані всі елементи, в тому числі каскад подвійний аксель — подвійний тулуп, два викида і три підтримки, все на одній руці. В одній з них, вперше в історії, було виконано обертання в одну сторону, потім йшов спуск партнерки, знову підйом і обертання в іншу сторону. Судді поставили 14 оцінок 5,9 і 4 — 5,8.
На чемпіонаті світу 1989 року за абсолютно досконалі коротку і довільну програми пара отримала у дев'яти суддів лише перші місця. На наступній світовій першості здобула золото з великими труднощами. У короткій програмі декілька суддів вирішили, один з елементів (спіраль) не відповідає вимогам і знизили оцінку на 0,2 бала. У довільній Катерина оступилася на потрійному тулупі, а в комбінації подвійний аксель — ріттбергер — ойлер — подвійний сальхов виконала лише одинарний аксель — ріттбергер (Сергій зробив всі елементи). В результаті обіграти суперників вдалося з перевагою лише в один суддівський голос. У 1990 році фігуристи пішли з любительського спорту до Тетяни Тарасової в театр на льоду «Всі зірки». У 1991-92 роках пара вдало виступала на професійних чемпіонатах світу. У 1991 році Катерина і Сергій одружилися, в 1992 році у них народилася донька Дарина.
У 1993 році Міжнародний союз ковзанярів і Міжнародний олімпійський комітет дозволили фігуристам-професіоналам повернути аматорський статус і взяти участь в Олімпійських іграх. Скориставшись новими правилами, Гордєєва та Гриньков виграли чемпіонат Росії, Європи і Олімпійські ігри в Ліллехаммері.
Потім вони повернулися в професійний спорт. 20 листопада 1995 року, під час тренування в Лейк-Плесіді, Сергій Гриньков отримав обширний інфаркт і помер у лікарні.

### Після спорту
У лютому 1996 року Катерина повернулася на лід. У тому ж році вона випустила книгу «Мій Сергій», підготовлену за допомогою професійного учасника, в пам'ять про Сергія Гринькова. У 1998 році канал CBS зняв по ній документальний фільм, потім була видана друга книга «Лист Дарині».
У 1998 році Гордєєва посіла друге місце на професійному чемпіонаті світу. У 2000 році вона закінчила участь в змаганнях, але продовжила виступи в льодових шоу. У багатьох шоу виконувала парні елементи з такими партнерами, як Артур Дмитрієв, Антон Сихарулідзе, Девід Пеллетьє і Джон Циммерман. У сезоні 1998-99 виступала в «Зірках на льоду» в квартеті з Іллею Куликом, Оленою Бечке і Денисом Петровим, а в 1999—2000 році в парі з Іллею Куликом.
У 2008 році брала участь в шоу Першого каналу «Льодовиковий період-2» в парі з актором Єгором Бероєвим, з яким здобула перемогу. Взяла участь і в гастрольному турі по містах Росії і ближнього зарубіжжя, організованому Іллею Авербухом.
Восени 2010 року Катерина Гордєєва брала участь у шоу канадського телебачення «Battle of the Blades» (шоу про фігурному катанні за участю професійних гравців НХЛ) і здобула перемогу в парі з Валерієм Буре.

### Особисте життя
З партнером Сергієм Гриньковим одружилися 20 квітня, повінчалися 28 квітня 1991 року. Дочка Дарина народилася 11 вересня 1992 року в Моррістоуне, штат Нью-Джерсі, США.
2001 року Катерина Гордєєва одружилася з фігуристом Іллею Куликом. Весілля відбулося 10 червня 2001 року. Їхня донька Єлизавета народилася 15 червня 2002 року в Лос-Анджелесі. Влітку 2007 родина переїхала в місто Ньюпорт-Біч (штат Каліфорнія). У 2016 році пара розлучилася .

## Державні нагороди
- Орден «За особисту мужність» (1994 рік) — за високі спортивні досягнення на XVII зимових олімпійських іграх 1994 року[3] .
- Орден Дружби Народів (1988)[4]

## Спортивні досягнення
| Змагання \ Сезон               | 1985—86 | 1986—87 | 1987—88 | 1988—89 | 1989—90 | 1990—91 | 1991—92 | 1992—93 | 1993—94 |
| ------------------------------ | ------- | ------- | ------- | ------- | ------- | ------- | ------- | ------- | ------- |
| Олімпійські ігри               |         |         | 1       |         |         |         |         |         | 1       |
| Чемпіонат світу                | 1       | 1       | 2       | 1       | 1       |         |         |         |         |
| Чемпіонат Європи               | 2       | DSQ     | 1       |         | 1       |         |         |         | 1       |
| Чемпіонат СРСР                 | 2       | 1       |         |         |         |         |         |         |         |
| Чемпіонат Росії                |         |         |         |         |         |         |         |         | 1       |
| Skate Canada International     | 1       | 2       |         |         |         |         |         |         | 1       |
| NHK Trophy                     |         |         |         |         | 1       |         |         |         |         |
| Чемпіонат світу (професіонали) |         |         |         |         | 2       | 1       | 1       |         | 1       |